# إيرل هيمان
إيرل هيمان (بالإنجليزية: Earle Hyman) (و. 1926 – 2017 م) هو ممثل مسرحي، وممثل تلفزي، ومؤدي أصوات أمريكي، ولد في روكي ماونت، توفي في إنغلوود، عن عمر يناهز 91 عاماً، بسبب سرطان المعدة.

## التعليم
تعلم في ثانوية فرانكلين نايت لاين ‏.

## جوائز وترشيحات
حصل على جوائز منها:
- American Theater Hall of Fame [الإنجليزية]‏ (1997)[4]
- Ibsen medal  [لغات أخرى]‏ (1990)
- CableACE Award [الإنجليزية]‏ (1983)[4]
- جائزة المسرح العالمي (1956).[5]

ترشح لـ:
- جائزة توني لأفضل ممثل في مسرحية  [لغات أخرى]‏ (1980).

## وصلات خارجية
- إيرل هيمان على موقع IMDb (الإنجليزية)
- إيرل هيمان على موقع روتن توميتوز (الإنجليزية)
- إيرل هيمان على موقع ميوزك برينز (الإنجليزية)
- إيرل هيمان على موقع أول موفي (الإنجليزية)
- إيرل هيمان على موقع قاعدة بيانات برودواي على الإنترنت (الإنجليزية)
- إيرل هيمان على موقع قاعدة بيانات الأفلام السويدية (السويدية)
- إيرل هيمان على موقع إن إن دي بي (الإنجليزية)
- إيرل هيمان على موقع قاعدة بيانات الفيلم (الإنجليزية)